# Charles Freeman Lee

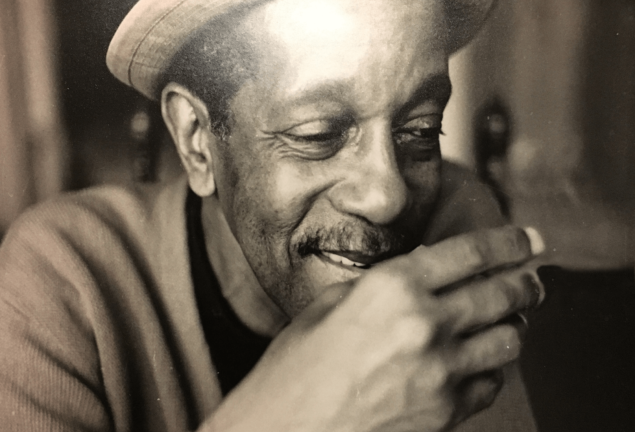
Charles Freeman Lee in den 1980er Jahren

Charles Freeman Lee, Aufnahmen unter Freeman Lee, (* 13. August 1927 in New York City; † 15. Juni 1997 in Richmond (Virginia)) war ein US-amerikanischer Jazz-Trompeter und Pianist (auch Gesang).
Lee studierte Biologie an der Wilberforce Academy in Ohio und spielte dort mit den Wilberforce Collegians.  1950 spielte er Klavier bei Snooky Young und 1951 Trompete (und Klavier)  bei Candy Johnson und 1952 mit Sonny Stitt und Eddie Vinson. 1953 spielte er mit Joe Holiday und arbeitete 1954/55 als Freelancer in New York. 1956 spielte er mit James Moody, war dann ein Jahr in Ohio und danach wieder in New York. 
Er nahm mit Frank Foster (und dem Elmo Hope Quintett, Blue Note, sowie auf Prestige), Babs Gonzales (Voila, Hope Records 1958) auf. Tom Lord verzeichnet 5 Aufnahme-Sessions 1952 bis 1958.
Nach seiner Karriere als Jazztrompeter war er Lehrer in Michigan City (Indiana). Er hatte einen Bachelor-Abschluss in Biologie vom Central State College.

## Lexikalischer Eintrag
- Carlo Bohländer, Karl Heinz Holler, Christian Pfarr: Reclams Jazzführer. 3., neubearbeitete und erweiterte Auflage. Reclam, Stuttgart 1989, ISBN 3-15-010355-X.
- Leonard Feather: Encyclopedia of Jazz, Horizon Press 1955.

| Personendaten    | Personendaten                                |
| ---------------- | -------------------------------------------- |
| NAME             | Lee, Charles Freeman                         |
| ALTERNATIVNAMEN  | Lee, Freeman                                 |
| KURZBESCHREIBUNG | US-amerikanischer Jazz-Trompeter und Pianist |
| GEBURTSDATUM     | 13. August 1927                              |
| GEBURTSORT       | New York City                                |
| STERBEDATUM      | 15. Juni 1997                                |
| STERBEORT        | Richmond (Virginia)                          |